# Talgarth
Talgarth är en liten stad och community i södra Powys i Wales med cirka 1 700 invånare.
Bemärkta byggnader i staden är 1300-talskyrkan och tornet i stadens centrum, ett så kallat Pele Tower, som nu är turistinformation. Enligt tidiga källor var Talgarth huvudstad i det medeltida walesiska kungadömet Brycheiniog.